# Rietvink (vlinder)
De rietvink (Euthrix potatoria) is een middelgrote vlinder behorende tot de familie van de spinners (Lasiocampidae).

## Naam
Deze vlinder kreeg zijn wetenschappelijke naam als Phalaena potatoria van Carl Linnaeus in 1758 in de tiende editie van Systema naturae. In zijn keuze voor de soortaanduiding potatoria ('drinkerachtige') werd hij geïnspireerd door de Nederlandse entomoloog Johannes Goedaert, die het diertje in 1662 dronckaerdt genoemd had “om dat hy seer tot het drincken genegen was”. Deze opmerking verwijst naar de gewoonte die de rups van de rietvink heeft om zijn voorlijf herhaaldelijk in het water te dopen. De Engelse naam drinker verwijst eveneens naar Goedaerts analogie.
De Nederlandse naam rietvink verwijst naar een andere eigenschap van de vlinder, namelijk zijn gewoonte om zich in rietland op te houden. Deze naam werd ingevoerd door de latere entomologen Jan Christiaan Sepp (1762) en Maarten Houttuyn (1767).

## Uiterlijk
Op de voorvleugels loopt een krachtige maar dunne roodbruine lijn dwars over de vleugel naar de vleugelpunt. Daarvoor bevinden zich ongeveer in het midden twee zwartgerande lichte vlekjes.
Mannetjes zijn bruinig van kleur (in diverse gradaties mogelijk), de vrouwtjes gelig. De mannetjes zijn echter altijd donkerder van kleur dan de vrouwtjes.
De rups is meer dan acht centimeter lang en overwintert op gras of riet in vochtig laagland.

## Voorkomen
Ze komen in heel Nederland voor in natte gebieden, zoals rivierdalen, moerassen of vochtige bosgebieden.

## Levenswijze
De mannetjes vliegen nogal beverig en slechts korte stukjes. Ze zijn lang niet zo snel als de veelvraat en de hageheld.
De vliegperiode is van juni tot en met augustus. De soort overwintert als rups.

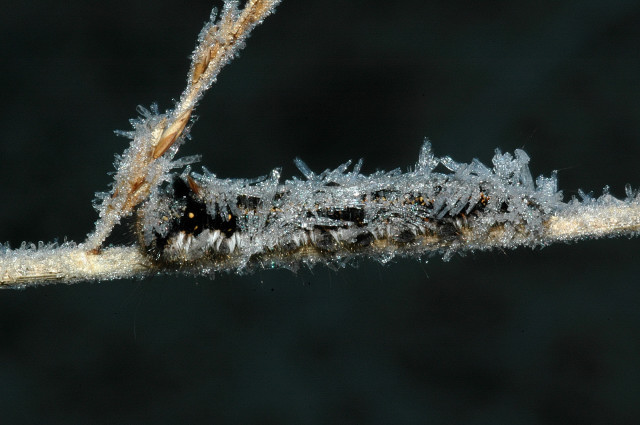
De soort overwintert als rups.
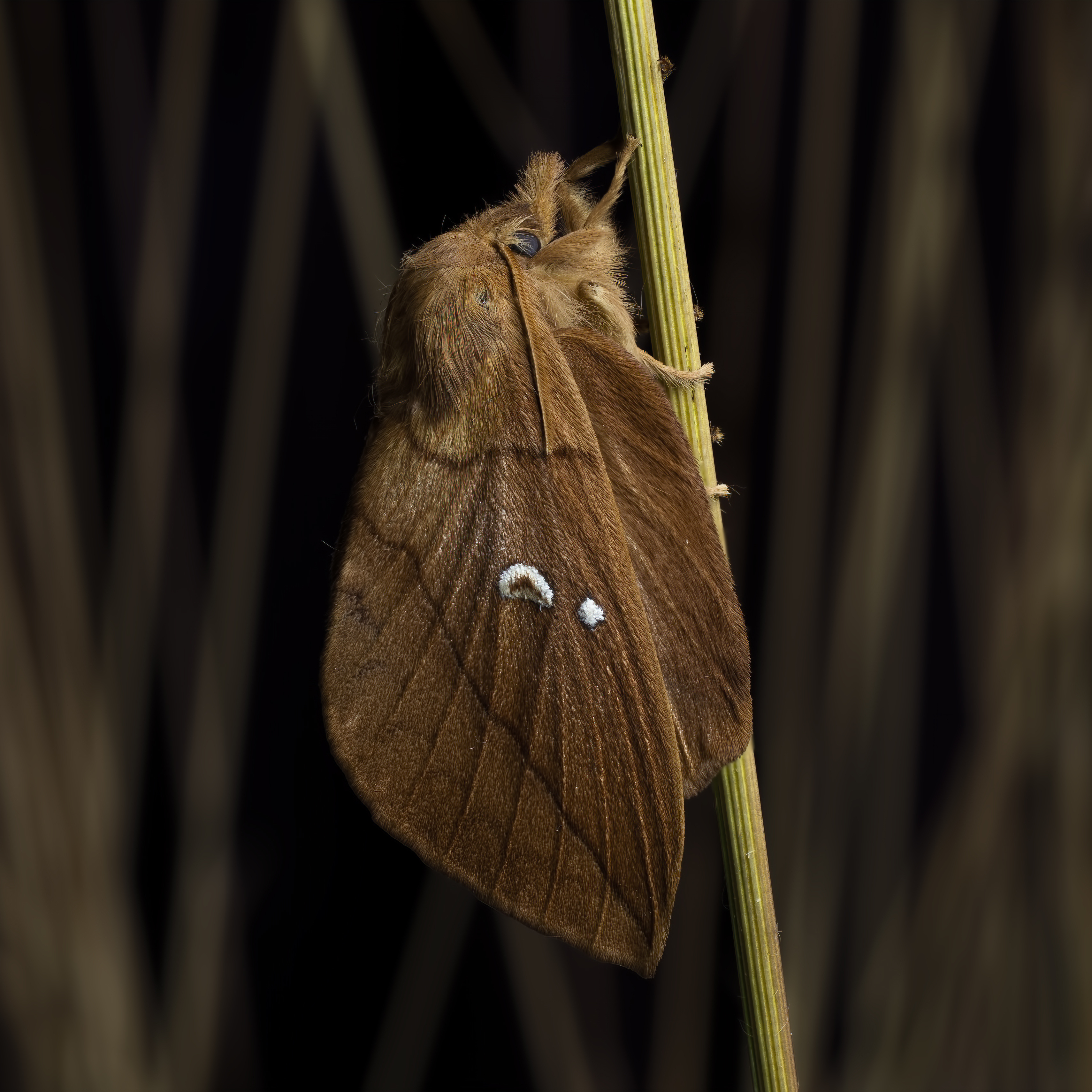
Vrouwtje maar met de donkere kleur van een mannetje
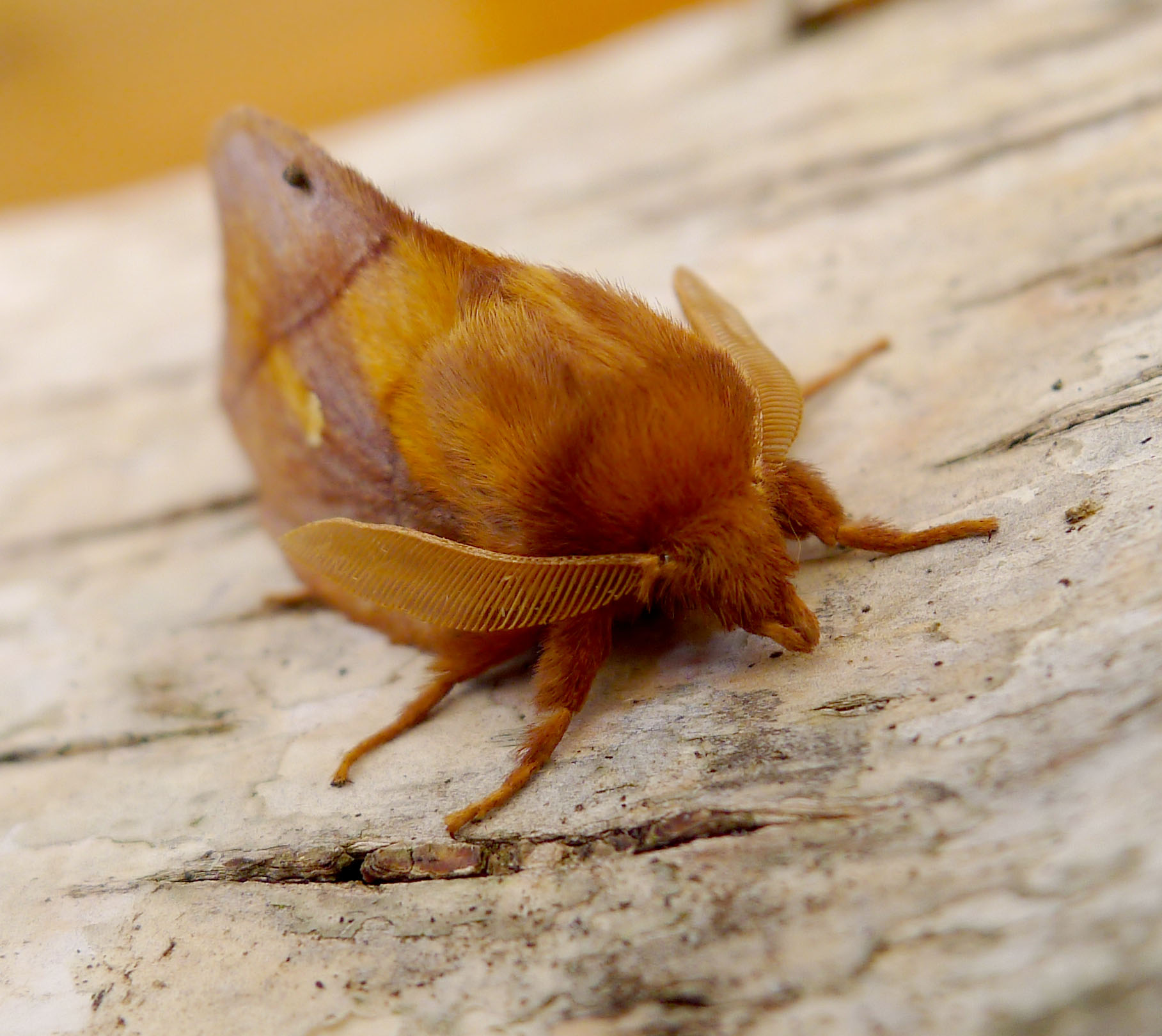
Mannetje
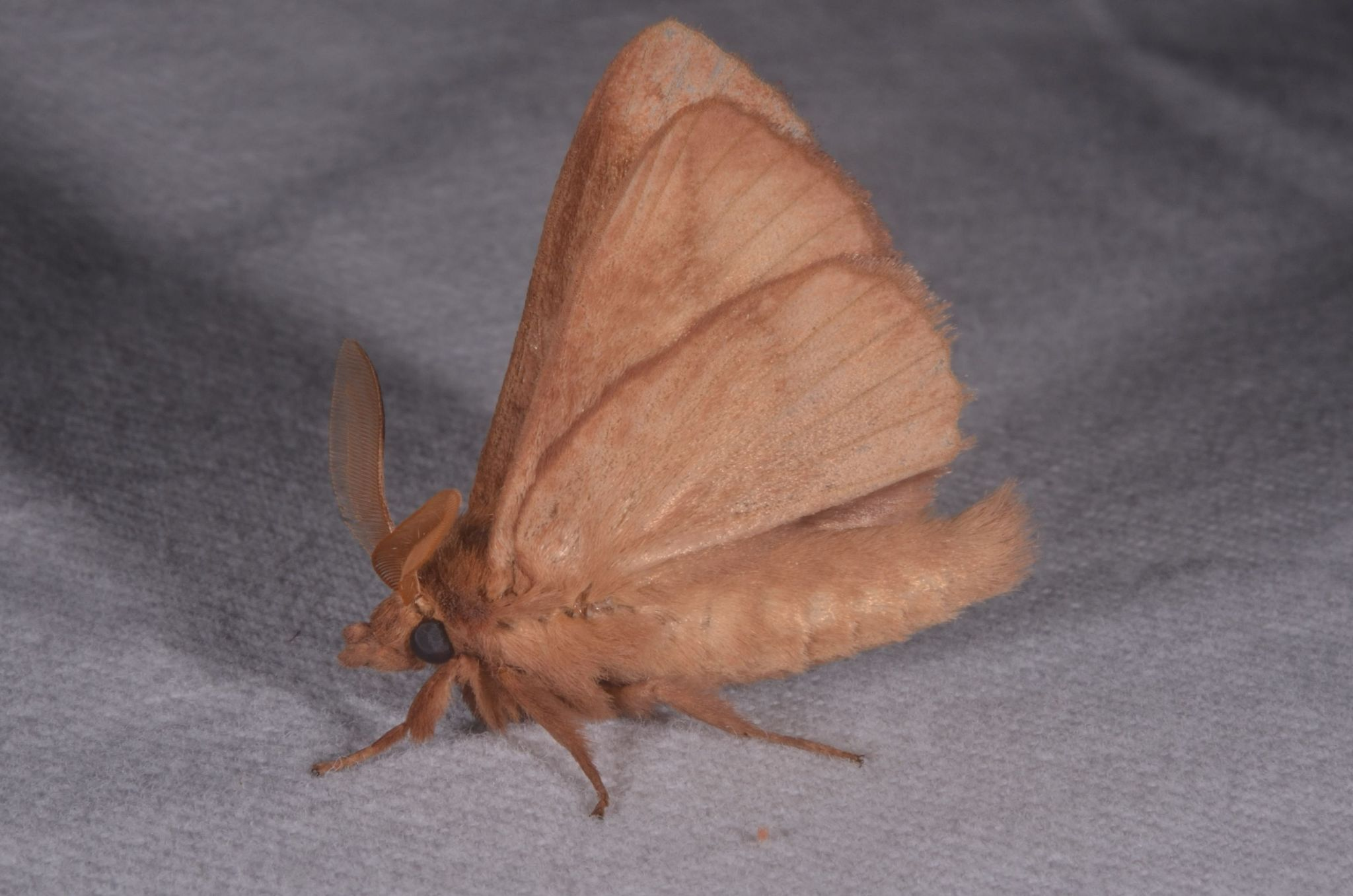
Mannetje met onderzijde vleugels